# Amyttacta angolensis
Amyttacta angolensis är en insektsart som beskrevs av Max Beier 1965. Amyttacta angolensis ingår i släktet Amyttacta och familjen vårtbitare. Inga underarter finns listade i Catalogue of Life.